# Palliativmedizin
Palliativmedizin (abgeleitet von „palliativ“, aus lateinisch cura palliativa, erstmals belegt um 1363 bei Guy de Chauliac, von palliare „mit einem Mantel umhüllen“, „bemänteln“, „verbergen“, „schützen“, von pallium: „Mantel“) ist nach den Definitionen der Weltgesundheitsorganisation und der Deutschen Gesellschaft für Palliativmedizin „die aktive, ganzheitliche Behandlung von Patienten mit einer progredienten (voranschreitenden), weit fortgeschrittenen Erkrankung und einer begrenzten Lebenserwartung zu der Zeit, in der die Erkrankung nicht mehr auf eine kurative Behandlung anspricht oder keine kurative Behandlung mehr durchgeführt werden kann und die Beherrschung von Schmerzen, anderen Krankheitsbeschwerden, psychologischen, sozialen und spirituellen Problemen höchste Priorität besitzt“. Sie geht als Bestandteil von Palliative Care über eine rein palliative Therapie beziehungsweise Palliation hinaus. Es stehen die Lebensqualität des Patienten – sein subjektives Wohlbefinden, seine Wünsche und Ziele – im Vordergrund der Behandlung. Als wesentliche Komponenten der Palliativmedizin gelten Symptomkontrolle, psychosoziale Kompetenz, Teamarbeit und Begleitung des Patienten und seiner Angehörigen.

## Geschichte

### Anfänge
Die Linderung des Leidens und die Unterstützung des Patienten stand auch früher schon im Zentrum der Aufgaben des Arztes, wie ein französisches Sprichwort aus dem 16. Jahrhundert zusammenfasst: Guérir quelquefois, soulager souvent, consoler toujours („Heilen manchmal, lindern oft, trösten immer“). Bereits aus den hippokratischen Schriften lässt sich die Forderung, der Arzt solle auch unheilbare Krankheiten behandeln, ableiten. Seit dem Spätmittelalter wurde es als zum Aufgabenbereich von Ärzten gehörig angesehen, auch ihren schwerkranken und sterbenden Patienten, welche keine Aussicht auf Heilung mehr hatten, eine Behandlung und Betreuung zukommen zu lassen. Wie der Krankenbesuch gehört auch die Heilkunde zu den Werken der Barmherzigkeit und dementsprechend wurde (etwa in einer Würzburger, vom Fürstbischof 1502 erlassenen Medizinalordnung) es als selbstverständlich erachtet, dass kein Arzt die Behandlung eines Patienten ablehnen dürfe, selbst wenn keine Aussicht auf Heilung bestand. In den mittelalterlichen und frühneuzeitlichen Hospizen und Hospitälern fanden neben Alten, Gelähmten und Invaliden auch chronisch Kranke und Pflegebedürftige eine Zuflucht. Eine ärztliche Versorgung und Betreuung oder gar eine (palliativ)medizinische Versorgung wurde ihnen jedoch dort in der Regel nicht geboten.
Ab dem ausgehenden 16. Jahrhundert befassten sich die Ärzte zunehmend mit Fragen der palliativen Krankheitsbehandlung, lateinisch Cura palliativa genannt. Die erste größere Abhandlung zur Palliativmedizin verfasste 1692 Elias Küchler mit seiner in Erfurt erschienenen Doktorarbeit De cura palliativa, woraufhin im 18. Jahrhundert weitere Arbeiten zum Thema veröffentlicht wurden. Im 19. Jahrhundert erschienen Dutzende von Arbeiten speziell zur ärztlichen Sterbebegleitung, der sogenannten „Euthanasia medica“. Eine stationäre Aufnahme von Patienten mit unheilbaren Krankheiten wie „Krebs“, die zumindest gelindert werden sollten, erfolgte unter Johann Bartholomäus von Siebold um 1814 auch im Würzburger Juliusspital. In einer Veröffentlichung aus dem Jahr 1819 findet sich erstmals der französische Begriff Médicine palliative; 1880 war bereits der englische Ausdruck Palliative medicine in Gebrauch. Nicht gleichzusetzen sind jedoch die zur Symptomlinderung schwerer, aber nicht unbedingt tödlicher Krankheiten schon frühneuzeitlich eingesetzte cura palliativa und eine sich explizit auf die Leiden Sterbenskranker beziehende cura mortis palliativa als Sonderform palliativer Behandlung. So kommt auch die moderne Palliativmedizin, als deren Vorreiter auch William Munk gilt, nicht nur Sterbenskranken zugute, sondern auch Schwerstkranken, denen – beispielsweise nach erfolgter medikamentöser Einstellung – ein Leben und sogar Arbeiten außerhalb stationärer Palliativeinrichtungen wieder möglich gemacht werden kann.
Um 1817 wurden in Nürnberg von den Armenwundärzten wie dem Chirurgen Schmidt „Palliativ-Mittel“ zur Linderung verabreicht und in deutscher Sprache angeordnet. Im ausgehenden 19. und frühen 20. Jahrhundert traten diese Bemühungen jedoch mit dem Aufstieg der modernen Medizin in den Hintergrund. Die Betreuung von Patienten mit weit fortgeschrittenen tödlichen Erkrankungen konzentrierte sich einseitig auf Heilungsbemühungen bis zum Schluss, auch wenn so gut wie keine Erfolgsaussichten mehr bestanden. Gleichzeitig wurden die Patienten oft mit ihren Symptomen und ihrer Angst vor Sterben und Tod alleine gelassen. (Die mangelnde menschliche Zuwendung im Krankenhaus wurde von August Stöhr bereits 1882 als „wichtigster Grund“ für die Furcht von Patienten vor einem Tod im Krankenhaus angesehen.) 
Eine Studie zur Historie der Palliativmedizin im British Medical Journal (BMJ) analysierte die ersten Verwendungen des englischen Begriffs palliative care im 19. Jahrhundert in Großbritannien. Um einige Beispiele für frühere Verwendungen des Begriffs zu untersuchen, unternahmen Mark Taubert und seine Kollegen eine Literaturrecherche in den frühesten verfügbaren BMJ-Archivabschnitten, zwischen den Jahren 1840 und 1842. Dies gab einen Einblick in die Verwendung des Wortes in der medizinischen Literatur in der viktorianischen Zeit, Mitte des 19. Jahrhunderts. Einige viktorianische Ärzte assoziierten das Wort „palliativ“ damit, dass es keine Aussicht auf Heilung gab, sondern nur auf die Linderung der schlimmsten Symptome zum Beispiel der Tuberkuloseerkrankung ankam. Es gab jedoch schon früh Überlegungen, ob palliative Behandlungen in einigen Fällen sogar die Lebenserwartung der Patienten verlängern können.
Vor diesem Hintergrund wurde 1967 von Cicely Saunders nach dem Vorbild älterer Sterbehospize wie St. Luke’s in London das St Christopher’s Hospice gegründet, das die Keimzelle der modernen Hospizbewegung darstellt.
Im Jahr 1990 formulierte die Weltgesundheitsorganisation ihre richtungsweisende Definition der Palliativmedizin, welche 2002 angepasst wurde.

### Entwicklungen in Deutschland
Die Erfahrungen aus dem Londoner St. Christopher Hospiz wirkten sich auch auf die Entwicklung der Palliativmedizin in der Bundesrepublik Deutschland aus. Die erste palliativmedizinische Einrichtung in Deutschland war eine Fünf-Betten-Modellstation, die (finanziert von der von Mildred Scheel gegründeten Deutschen Krebshilfe) am 7. April 1983 in der Klinik für Chirurgie der Uniklinik Köln eröffnet wurde. Sie gilt als Vorbild für Palliativstationen und ähnliche Einrichtungen der Palliative Care. Ergänzt wurde das Projekt mit dem ersten Mildred-Scheel-Haus sowie einer weiteren derartigen Einrichtung in Dresden.
Mittlerweile existieren mehr als 300 Palliativstationen und stationäre Hospize in Deutschland. Allerdings ist der Bedarf damit bei weitem noch nicht gedeckt, die Deutsche Krebshilfe als Betroffenenvertretung fördert die Palliativmedizin weiterhin schwerpunktmäßig. Bundesweit stehen bereits einige stationäre pädiatrische Hospize (Kinderhospize) zur Verfügung, deren aktuelle Standorte durch den Bundesverband Kinderhospiz in laufend aktualisierter Form öffentlich einsehbar sind.
Die im Juli 1994 gegründete Deutsche Gesellschaft für Palliativmedizin (DGP) ist die erste medizinische Fachgesellschaft, die neben Ärzten auch Angehörige anderer Berufsgruppen als Mitglieder zulässt. Sie formuliert als Ziel, Aufbau und Fortschritt der Palliativmedizin zu fördern und die bestmögliche Versorgung der Patienten anzustreben. Alle zwei Jahre führt sie einen Kongress durch, auf dem die aktuellen Entwicklungen in der Palliativmedizin vorgestellt und diskutiert werden.
Im Jahr 1997 erschien erstmals das deutschsprachige Lehrbuch der Palliativmedizin; der erste Lehrstuhl für Palliativmedizin wurde 1999 in Bonn eingerichtet. In der Folge entstanden weitere Professuren in Aachen, Göttingen, Köln, München und Erlangen. Der erste Lehrstuhl für „Kinderschmerztherapie und Pädiatrische Palliativmedizin“ wurde 2008 an der Universität Witten/Herdecke eingerichtet. Die medizinische Fakultät der Ludwig-Maximilians-Universität München war 2004 die erste, die Palliativmedizin als Pflichtfach in das Medizinstudium aufnahm; fünf Jahre vor dem Bundestagsbeschluss, mit dem Palliativmedizin als 13. Querschnittsbereich (QB 13) in die Approbationsordnung für Ärzte eingeführt wurde. Bis 2021 absolvierten 14.620 Mediziner die Zusatzausbildung Palliativmedizin.
Inzwischen bieten verschiedene Universitäten Studiengänge an, die mit dem akademischen Grad Master of Science (MSc) in Palliative Care abgeschlossen werden können. Die Studiengänge stehen Hochschulabsolventen offen, die schon einen Abschluss in einer für Palliative Care relevanten Humanwissenschaft nachweisen (neben Humanmedizin beispielsweise Pflegewissenschaft, Psychologie, Sozialwissenschaften und Theologie).

## Ziele der Palliativmedizin
Palliativmedizin ist keine „Sterbemedizin“: Die palliativmedizinischen Methoden und Einstellungen dazu sind auch in früheren Stadien der Erkrankung gefordert, zum Teil schon, sobald die Diagnose bekannt ist. Ziel ist es, dem Patienten trotz seiner schweren Erkrankung ein beschwerdearmes, erträgliches Leben zu ermöglichen. Das Behandlungsziel ist eine möglichst umfassende Symptomkontrolle (z. B. von Schmerzen, Luftnot, Angst/Unruhe/psychischem Leid, Übelkeit/Erbrechen, offenen Wunden u. v. m.). Palliativmedizin bejaht, den Grundsätzen Saunders folgend, das Leben und ist gegen eine Verkürzung, allerdings auch gegen medizinisch nicht sinnvolle Therapieversuche, die den Patienten belasten und verhindern, dass der Patient die verbleibende Lebenszeit optimal nutzen kann.
Daher steht Palliativmedizin auch nicht ausschließlich Patienten mit Krebserkrankungen, sondern ausdrücklich allen Patienten mit einer schweren, fortgeschrittenen/fortschreitenden Erkrankung und einer starken Symptomlast zu. Hierzu zählen schwere Herz- und Lungenerkrankungen (z. B. Herzinsuffizienz, COPD), schwere Nervenerkrankungen (z. B. Mb. Parkinson, ALS, schwere Schlaganfälle), schwere Leber- und Nierenerkrankungen oder infektionsbedingte chronisch progrediente Erkrankungen wie AIDS. Dabei arbeitet der Palliativmediziner eng zusammen mit anderen therapeutischen Professionen und Fachärzten, wobei der Kontext palliativmedizinischer Teamarbeit darüber hinaus etwa auch Freunde des Patienten, die Krankenkassen und Seelsorger umfassen kann.
Inhalte der Palliativmedizin werden unter anderem von Akademien für Palliativmedizin, Palliativpflege und Hospizarbeit vermittelt.

## Haltungen
Ein Schwerpunkt liegt auf interdisziplinärer Teamarbeit. Um den komplexen Anforderungen zu begegnen, die sich aus den sich rasch ändernden Bedürfnissen der Patienten und ihrer Angehörigen ergeben, ist eine enge Zusammenarbeit mehrerer Professionen nötig, die an einem gemeinsamen Ziel arbeiten, ungeachtet der Berufszugehörigkeit oder einer Rangordnung. Hierbei ist Kommunikation ein bedeutender Aspekt. Angehörige, insbesondere die Familie, werden nach Möglichkeit in die palliativmedizinischen Maßnahmen einbezogen (familiäre Notsituationen können auch familientherapeutische Interventionen erforderlich machen).
Ebenso bedeutsam ist die Kommunikation mit Patienten in der palliativmedizinischen Behandlung bei bestimmten Gesprächen, die von vielen Ärzten als der schwierigste und am meisten belastende Teil ihrer Tätigkeit empfunden werden: das Vermitteln schwerwiegender diagnostischer Fakten über Krankheit und Prognose im Sinne der Aufklärung; die Informationsweitergabe, um ein Einverständnis für weitere Behandlungsmaßnahmen zu erzielen, die Diskussion um Behandlungsalternativen und das Ansprechen psychosozialer Probleme, wie unter anderem das Besprechen bzw. Ansprechen der Situation von Angehörigen, wie Kinder oder Eltern des Patienten, und deren Umgang mit der Erkrankung, was Informationen über deren Wissen um die Situation des Patienten und sich daraus ergebende Probleme für die palliative Betreuung erforderlich macht. Zur psychosozialen Begleitung gehören dabei auch sozialrechtliche Information und Beratung. Auch Kinder von Sterbenden und Palliativpatienten sollten von Anfang an mit einbezogen werden und nicht ferngehalten werden, was ihnen die Chance der Vorbereitung gibt und für den Patienten eine weitere Unterstützung bedeutet. Als Voraussetzung einer effektiven Kommunikation und somit eines guten Informationsaustauschs mit Betroffenen gilt für den gesprächsführenden Pfleger, Therapeuten oder Arzt grundsätzlich „Mehr fragen und zuhören als erzählen“, wobei unterschieden werden sollte zwischen dem, was der Therapeut fragen bzw. sagen und nicht sagen sollte.
Palliativmedizin achtet als Teilgebiet der Medizin das Selbstbestimmungsrecht des Kranken. Er hat das Recht, Behandlungen abzulehnen, auch wenn ein Behandlungsverzicht möglicherweise zu einem zeitigeren Versterben führen kann. Zur Kommunikation im Rahmen der Palliativmedizin gehört auch das Ansprechen von oft tabuisierten Themen wie dem bevorstehenden Tod und dem Umgang mit Sexualität.

## Symptome und Symptomkontrolle
Siehe auch: Palliative Therapie

### Allgemeines
Nicht nur Tumorpatienten leiden in fortgeschrittenen Krankheitsstadien möglicherweise unter Atemnot, Schmerzen, Müdigkeit, Schwäche, Verdauungsstörungen und anderen Symptomen. Diese Beschwerden können so belastend sein, dass das Leben ohne ausreichende Linderung solcher Symptome unerträglich wird. Symptomkontrolle dient dazu, unangenehme Begleiterscheinungen der Erkrankung bzw. die Therapienebenwirkungen aufzuheben oder zumindest zu lindern. Dies geschieht durch das Wahrnehmen, das dokumentarische Erfassen, Zuordnen und Behandeln der Krankheitszeichen und Begleiterscheinungen. Die palliativmedizinische Versorgung kann dabei sowohl unter stationären Bedingungen im Krankenhaus oder einer stationären Pflegeeinrichtung (Hospiz oder Pflegeheim) als auch unter ambulanten Bedingungen in der Häuslichkeit erfolgen.
Die Symptome unterscheiden sich in verschiedenen Krankheitsphasen (Rehabilitationsphase, Präterminalphase, Terminalphase, Finalphase) hinsichtlich ihrer Anzahl, Häufigkeit und Stärke.
Voraussetzung für eine effiziente Symptomkontrolle ist erfahrenes Fachpersonal, das regelmäßig miteinander unter Einbeziehung des Patienten (und gegebenenfalls seiner Angehörigen) kommuniziert. Grundlage ist die genaue Krankenbeobachtung und deren präzise Dokumentation, anhand derer sich Wirkung oder Neben- bzw. Nicht-Wirkung der gewählten Therapie nachweisen lässt. Eine Umstellung der palliativen Therapie bei Nicht-Wirkung bzw. zu heftiger Nebenwirkung erfolgt zeitnah und wird wieder überprüft, bis die für den jeweiligen Patienten optimale Einstellung erreicht ist. Entscheidend ist aber immer, was der Patient für sich als angemessen empfindet.
Mit Medikamenten, Palliativoperationen, palliativpflegerischen, physiotherapeutischen, ergotherapeutischen und physikalischen Maßnahmen sowie der Anwendung von Rehabilitationsmethoden können diese Beschwerden oft so weit gelindert werden, dass das Erleben nicht nur auf das Leiden eingeschränkt ist, wieder andere Gedanken und Tätigkeiten möglich sind und die restliche Lebenszeit wieder als lebenswert empfunden wird.
Auch supportive, therapeutische Gespräche zur Krankheitsbewältigung und zur emotionalen Stabilisierung sind wesentlicher, manchmal auch einziger, Bestandteil der palliativmedizinischen Behandlung.

### Schmerzen
Schmerz ist das zweithäufigste und gefürchtetste Symptom bei unheilbaren Krebspatienten und somit als Gegenstand der Symptomkontrolle eine der wichtigsten Herausforderungen in der Palliativmedizin. Die Schmerztherapie jedes Palliativpatienten erfordert eine gründliche Erfassung der zugrundeliegenden Schmerztypen, um differenzierte Therapiepläne erstellen zu können. Die wichtigsten Schmerztypen sind dabei der somatische Nozizeptorschmerz, der viszerale Nozizeptorschmerz, der neuropathische (neuralgiforme) Schmerz und der neuropathische Schmerz mit Brennschmerz. Für die Schmerzbehandlung haben sich die Empfehlungen der Weltgesundheitsorganisation bewährt, nach denen die (möglichst langwirkenden, retardierten) Schmerzmittel durch den Mund (orale Applikation oder andere nicht invasive Verabreichungsform), nach der Uhr (als Dauertherapie in festgelegten zeitlichen Abständen, im Gegensatz zur – bei so genannten Durchbruchschmerzen – zusätzlich eingesetzten Bedarfsmedikation) und auf der Leiter (nach der Stufenleiter der WHO) eingesetzt werden. Die analgetische Stufenleiter empfiehlt bei leichten Schmerzen Medikamente der Stufe 1 (Nichtopioide wie z. B. Metamizol), bei mittelstarken bis starken Schmerzen Medikamente der Stufe 2 (schwache Opioide wie z. B. Tramadol in Kombination mit Nichtopioiden) und in der Stufe 3 die starken Opioide in Kombination mit Nichtopioiden. Ähnliche Stufenpläne liegen auch für andere Symptome wie z. B. Luftnot oder Übelkeit vor.
Zu beachten ist, insbesondere bei palliativmedizinisch behandelten Patienten, der häufig verringerte Schmerzmittelbedarf in Terminalphase und Finalphase und eine damit erforderliche Dosisreduzierung bzw. Absetzung der Analgetika.

### Atemprobleme
Eines der wichtigsten Symptome in der Palliativmedizin stellt die Luftnot (Dyspnoe) dar, ein Zustand subjektiv erlebter Atemnot unterschiedlichster Ursachen. Zur Symptomkontrolle kommen unter anderem Opioide zum Einsatz. Diese können eine Ökonomisierung der oft überschnellen Atmung bewirken, wirken angstmindernd und beruhigend. Weitere zur Verfügung stehende Medikamente sind Benzodiazepine, Corticosteroide, Bronchodilatatoren und bei entsprechender Indikation auch Antibiotika. Ob eine Therapie mit Sauerstoff sinnvoll ist, muss im Einzelfall diskutiert werden. Weitere respiratorische Schwierigkeiten können sich aus Ödemen (auch Aszites) ergeben. Auch Husten kann unerträglich sein. In der Finalphase des Lebens kommt häufig eine laute Rasselatmung hinzu, welche durch Lungenödem oder vermehrte Bildung von Bronchialsekret, das der Sterbende nicht abhusten kann, verursacht wird.

### Schwäche und Fatigue
Bei Patienten mit einer unheilbaren Krebserkrankung ist eine allgemeine Schwäche noch vor dem Schmerz das häufigste körperliche Symptom. Unter Fatigue versteht man für den Bereich der Palliativmedizin gemäß dem National Comprehensive Cancer Network „ein belastendes, anhaltendes, subjektives Gefühl von physischer, emotionaler und/oder kognitiver Müdigkeit oder Erschöpfung im Zusammenhang mit Krebs oder einer Krebsbehandlung, welche disproportional im Zusammenhang mit erfolgter, körperlicher Aktivität auftritt und mit der üblichen Funktionsfähigkeit interferiert“. Therapeutisch kommen mehrere Ansätze in Betracht: so beispielsweise die Behandlung von Begleiterkrankungen, Änderung der aktuellen Medikation, eventuell Psychostimulanzien, eine Korrektur des Hämoglobinspiegels und körperliche Aktivität. Beim Menschen in der Finalphase (Stunden vor dem Tod) ist, obwohl er aufgrund seiner Schwäche oftmals keine Antwort geben oder reagieren kann und somit bewusstlos wirkt, dennoch davon auszugehen, dass er hören und verstehen sowie Berührungen wahrnehmen kann.

### Mundtrockenheit
Ein weiteres Symptom, das bei 70 bis 80 % der Palliativpatienten auftritt, ist die Mundtrockenheit (Xerostomie), die nicht nur altersbedingt oder durch Flüssigkeitsverluste (Exsikkose), sondern auch im Zusammenhang mit einem bösartigen Tumor (auch als Nebenwirkung einer Chemo- oder Strahlentherapie) oder medikamentenbedingt (Opioide bzw. Opiate, Antidepressiva, Antiemetika, Neuroleptika und andere) auftreten kann. Eine starke Austrocknung der Mundschleimhaut wird von den Betroffenen häufig als erhebliche Belastung (bei Nahrungsaufnahme, im Geschmackserleben und bei der Kommunikation) empfunden und mindert somit deren Lebensqualität. Zur Behandlung der Mundtrockenheit stehen verschiedene Möglichkeiten von der Mundpflege bis zur medikamentösen Therapie zur Verfügung: Mundhygiene und Zahnpflege, Mundbefeuchtung (Mundspülungen mit Wasser oder Tee, wobei kein Kamillentee benutzt werden sollte, da er selbst austrocknend wirkt, Verwendung von künstlichem Speichel oder Sprühen von Flüssigkeit wie kalten Getränken mit einem Zerstäuber, Feuchthalten der Lippen, Raumluftbefeuchtung), ausreichende Flüssigkeitszufuhr, Anregung der Speichelproduktion (säuerliche Tees, Kauen von Zitronenstückchen oder getrocknetem Obst, Lutschen von sauren Bonbons, Lutschern oder Eisstückchen aus Lieblingsgetränken, Kaugummikauen, Anwendung ätherischer Öle, Einsatz von Cholinergika wie Pilocarpin), ggf. Behandlung einer Mukositis (wie sie auch bei einer palliativen Strahlentherapie im HNO-Bereich auftreten kann) oder Stomatitis.

### Hautprobleme
Dermatologische Probleme können Palliativpatienten sowohl durch maligne Hauttumoren (Basalzellkarzinom, Plattenepithelkarzinom, Melanom) und paraneoplastische Hauterkrankungen (Akrokeratose, Acanthosis nigricans maligna, Erythema gyratum repens, Torre-Syndrom, Dermatomyositis) als auch durch Hautinfektionen und -irritationen durch Katheter (Portkatheter, implantierte Infusionspumpen, Venenkatheter, Blasenkatheter, rückenmarksnahe und andere Schmerzkatheter) oder nach Stoma-Anlagen entstehen. Zu den Hautproblemen gehören unter anderem auch Juckreiz, Gelbsucht, Schwitzen, sichtbare Haut- und Schleimhautveränderungen sowie starke Geruchsbildung.

### Tumorkachexie und Appetitlosigkeit
Die Tumorkachexie ist ein mit Appetitverlust (Anorexie) und Gewichtsabnahme (Kachexie) verbundenes Syndrom. Bis zu 80 Prozent der Menschen mit einem fortschreitenden Krebs leiden an Tumorkachexie und deren Auswirkungen (Müdigkeit, Leistungseinschränkung, psychosoziale Belastung von Patient und Angehörigen). Bei der Diagnostik werden verschiedene Formen und Stadien der Tumorkachexie unterschieden. Zu den Maßnahmen im Rahmen einer palliativen Therapie gehören (wie auch bei anderen Formen von Ernährungsschwierigkeiten) Ernährungsberatung, Nahrungsergänzung, medikamentöse symptomorientierte Therapie (etwa Corticosteroide, Progestine und Prokinetika), Behandlung sekundärer Ursachen, psychosoziale Begleitung und ggf. künstliche Ernährung (beispielsweise mittels PEG oder Jejunalsonde) oder in der Terminalphase alternativ eine subkutan verabreichte Flüssigkeitszufuhr.

### Übelkeit und Erbrechen
Als Folge von Krankheit oder von Therapie sind Übelkeit und Erbrechen häufige Symptome in der Palliativmedizin. Zur Behandlung und Symptomkontrolle stehen verschiedene Maßnahmen und Antiemetika zur Verfügung. Bei psychogener Ursache (nicht bei Erbrechen durch Chemotherapie) kommt auch die Gabe von Neuroleptika vom Phenothiazintyp wie Levopromazin und Haloperidol in Betracht.

### Angst
Zur Behandlung bzw. Bewältigung von Angst, die nicht bagatellisiert, sondern (einfühlsam) angesprochen werden muss, bietet die Palliativmedizin in erster Linie den Dialog mit dem Patienten an, wobei individuelle und familiäre Verhältnisse berücksichtigt werden sollten. Die Aufklärung über medizinische Maßnahmen, Therapieziele und organisatorische Abläufe kann Angst lindern und Vertrauen schaffen. Von Bedeutung hierbei ist eine möglichst kontinuierliche Betreuung durch vertraute Ärzte und Pflegende. Hilfe bieten zudem psychotherapeutische Verfahren, Entspannungstechniken und pharmakologische Unterstützungsmaßnahmen (etwa Gabe von Neuroleptika).

### Weitere Symptome
Häufige, den Verdauungstrakt betreffende Symptome Schwerkranker und Sterbenskranker, die mit palliativmedizinischer Behandlung gelindert oder behoben werden können, sind neben Übelkeit und Erbrechen auch Durst, Fieber, Verstopfung (Obstipation), Durchfall, Mundgeruch, Mukositis, Dysphagie (Schluckbeschwerden), Schluckauf, Bluterbrechen und Aszites. Dazu gehören auch die Symptomkontrolle urologischer, urogenitaler und neurologischer Symptome (zum Beispiel Schwindel) und psychiatrischer Symptome (motorische Unruhe, Schlafstörungen (Schlaflosigkeit), Depression und andere) sowie das Vorgehen bei Tumorblutungen (etwa Operation oder hochdosierte Bestrahlung) und pathologischen Knochenbrüchen. zum Aufgabengebiet der Palliativmedizin.

## Situation in Deutschland

### Zusatz-Weiterbildung Palliativmedizin
In Deutschland gibt es für Fachärzte aller Gebiete der unmittelbaren Patientenversorgung die Möglichkeit, die Zusatz-Weiterbildung Palliativmedizin zu erlangen.

### Kostenübernahme durch die Krankenkasse(n)
Palliativmedizinische Behandlung erfolgt zurzeit aus unterschiedlichen Quellen. Die Palliativstationen werden entweder wie andere Krankenhausabteilungen nach Fallpauschalen (DRG) – seit 2007 ergänzt um ein nach Behandlungsdauer und Behandlungskonzept differenziertes Zusatzentgelt – finanziert oder als besondere Einrichtungen nach Tagessätzen, die vom jeweiligen Krankenhaus mit den Kostenträgern frei verhandelt werden. Derzeit kann nur ein Teil der Palliativstationen kostendeckend arbeiten.
Niedergelassene Fachärzte, die als Palliativmediziner in Form von Hausbesuchen Patienten in stationären Hospizen behandeln, rechnen über die Kassenärztliche Vereinigung mit der jeweiligen Krankenkasse des Versicherten ab. An vielen Stellen sind Kostenvereinbarungen zur integrierten Versorgung getroffen worden, mit sehr unterschiedlichen Finanzierungs- und Versorgungsmodellen. Die Kassenärztliche Vereinigung Nordrhein hat mittlerweile an mehreren Stellen Finanzierungsvereinbarungen im Rahmen des Hausarztvertrages abgeschlossen, mit denen niedergelassene Ärzte eine kontinuierliche Betreuung der Palliativpatienten vornehmen können.
Mit Inkrafttreten des GKV-Wettbewerbsstärkungsgesetz (GKV-WSG) wurde die Spezialisierte ambulante Palliativversorgung (§ 37b SGB V) ab April 2007 zur Pflichtleistung im Rahmen des Leistungskatalogs der gesetzlichen Krankenversicherung.
Am 1. Dezember 2015 wurde das Hospiz- und Palliativgesetz (HPG) erlassen (BGBl. I S. 2114). Die neuen Regelungen sollen vor allem dabei helfen, dem Wunsch vieler Menschen nachzukommen, ihr Lebensende zu Hause zu verbringen. Vor allem der Ausbau der ambulanten Palliativversorgung mit zusätzlich vergüteten Leistungen im vertragsärztlichen Bereich soll dazu beitragen, dieses Ziel zu erreichen. Pflegeheime werden gesetzlich verpflichtet, Kooperationsverträge mit Fachärzten zur Sicherstellung der geforderten palliativen Versorgung abzuschließen. Die daran beteiligten Ärzte erhalten eine zusätzliche Vergütung.

### Solidarität durch Aufklärung
Die Deutsche Krebshilfe hat durch eine bundesweite Aufklärung über die steigende Bedeutung der Palliativmedizin eine beispielhafte Solidarität unter Bürgern ausgelöst. So konnte die gemeinnützige Organisation bis 2015 mit über 70 Millionen Euro Spendengeldern den Aufbau palliativmedizinischer Versorgungsstrukturen in Deutschland maßgeblich unterstützen. Dazu gehörten Stiftungsprofessuren, Forschungsprojekte mit palliativmedizinischen Inhalten sowie Förderung von Akademien für die palliativmedizinische Aus- und Weiterbildung.
In der Bundesrepublik Deutschland hat die Röntgenärztin Mildred Scheel mit der Gründung der Hilfsorganisation „Deutsche Krebshilfe“ bereits 1974 die Palliativmedizin durch Fachausbildung für Betreuer unterstützt. Dies entsprach der Überzeugung: „Der ganzheitliche Betreuungsansatz erfordert von den in der Palliativmedizin tätigen Berufsgruppen besondere Aus- und Weiterbildung“. Diese leistet seither der von der Krebshilfe geförderte Verbund der Akademien für Palliativmedizin und Hospizarbeit wie die Mildred-Scheel Akademie der Deutschen Krebshilfe (Köln) sowie Akademien in Bonn, Dresden, Göttingen und München. Weitere Palliativakademien sind beispielsweise in Magdeburg, Regensburg und (seit Mai 2001) am Juliusspital in Würzburg eingerichtet.